# Isłam Czesnokow
Isłam Chusijewicz Czesnokow (ros. Ислам Хусиевич Чесноков; ur. 21 listopada 1999 w Ust-Kamienogorsku) – kazachski piłkarz, występujący na pozycji napastnika w kazachskim klubie Toboł Kustanaj oraz w reprezentacji Kazachstanu.

## Statystyki

### Klubowe
Na podstawie:
| Klub               | Sezonów | Liga            | Liga  | Liga   | Puchar krajowy | Puchar krajowy | Kontynentalne | Kontynentalne | Suma  | Suma   |
| Klub               | Sezonów | Liga            | Mecze | Bramki | Mecze          | Bramki         | Mecze         | Bramki        | Mecze | Bramki |
| ------------------ | ------- | --------------- | ----- | ------ | -------------- | -------------- | ------------- | ------------- | ----- | ------ |
| Ałtaj Semej        | 1       | Priemjer Ligasy | 11    | 1      | 0              | 0              | –             | –             | 11    | 1      |
| Biełszyna Bobrujsk | 2       | Pierszaja liha  | 55    | 11     | 4              | 0              | –             | –             | 59    | 11     |
| Toboł Kustanaj     | 2       | Priemjer Ligasy | 24    | 5      | 7              | 2              | 6             | 1             | 37    | 8      |
|                    | Łącznie | Łącznie         | 90    | 17     | 11             | 2              | 6             | 1             | 107   | 20     |

### Reprezentacyjne
Na podstawie:
| Mecze i gole w reprezentacji | Mecze i gole w reprezentacji | Mecze i gole w reprezentacji | Mecze i gole w reprezentacji | Mecze i gole w reprezentacji | Mecze i gole w reprezentacji | Mecze i gole w reprezentacji | Mecze i gole w reprezentacji |
| Lp.                          | Data                         | Miasto                       | Przeciwnik                   | Wynik                        | Gole                         | Inne                         | Rozgrywki                    |
| ---------------------------- | ---------------------------- | ---------------------------- | ---------------------------- | ---------------------------- | ---------------------------- | ---------------------------- | ---------------------------- |
| 1.                           | 07.09.2023                   | Astana                       | Finlandia                    | 1:2 (0:0)                    |                              | 87'                          | Eliminacje EURO 2024         |
| 2.                           | 14.10.2023                   | Kopenhaga                    | Dania                        | 1:3 (0:2)                    |                              |                              | Eliminacje EURO 2024         |
| 3.                           | 17.11.2023                   | Astana                       | San Marino                   | 3:1 (1:0)                    | 19', 51'                     |                              | Eliminacje EURO 2024         |
| 4.                           | 20.11.2023                   | Lublana                      | Słowenia                     | 2:1 (1:0)                    |                              |                              | Eliminacje EURO 2024         |
| 5.                           | 14.03.2024                   | ?                            | Turkmenistan                 | 2:0 (1:0)                    | 2'                           |                              | mecz towarzyski              |
| 6.                           | 21.03.2024                   | Ateny                        | Grecja                       | 0:5 (0:4)                    |                              |                              | Eliminacje EURO 2024         |
| 7.                           | 26.03.2024                   | Luksemburg                   | Luksemburg                   | 1:2 (1:2)                    |                              | 82'                          | mecz towarzyski              |

## Sukcesy
Na podstawie:

### Klubowe
Z Tobołem Kustanaj:
- Puchar Kazachstanu 2023